# Bastardia elegans
Bastardia elegans är en malvaväxtart som beskrevs av Karl Moritz Schumann. Bastardia elegans ingår i släktet Bastardia och familjen malvaväxter. Inga underarter finns listade i Catalogue of Life.